# Adam Socha
Adam Socha (ur. 13 grudnia 1930 w Krośnie, zm. 27 listopada 2016) – polski dziennikarz i publicysta sportowy.

## Życiorys
Karierę dziennikarską zaczynał na łamach „Nowin Rzeszowskich”. Był również współpracownikiem innych regionalnych gazet w tym zakładowych „Wiadomości Fabrycznych” ukazujących się w WSK Rzeszów. W latach 1962–1991 był etatowym dziennikarzem sportowym rozgłośni, Polskiego Radia w Rzeszowie będąc również regionalnym korespondentem Programu I Polskiego Radia. Z Radiem Rzeszów współpracował do 2011. 

## Wybrane publikacje
- Resovio, klubie ty nasz..., Krajowa Agencja Wydawnicza, 1995; ISBN 83-03-03685-8.